# 尤利·普雷契尼克
尤利·普雷契尼克（1872年1月23日—1957年1月7日），斯洛維尼亞建築師，代表作品包括布拉格城堡與三橋，並為現今斯洛維尼亞首都盧比安納的城市規劃者，在近代建築史上享有「後現代主義先知」的美譽。

## 生平
普雷契尼克於1872年生於奧匈帝國萊巴赫（現盧比安納），早年曾在奧地利求學，1911年前往捷克布拉格任教，1920年他成為捷克斯洛伐克共和國第一任總統托马斯·马萨里克修復布拉格城堡的首席建築師；1921年他回到故鄉盧比安納進行1895年地震的重建規劃，賦予了盧比安納建築現代主義、新古典主義、直線派風格的新形象。他在盧比安納、布拉格、維也納均留有許多作品，其中對盧比安納的貢獻最大，甚至有「普雷契尼克之於盧比安納，如同高第之於巴塞隆納」之說法。
普雷契尼克1957年於家中安逝，享壽85歲。

## 外部連結
- Arhitekt Jože Plečnik （页面存档备份，存于）（斯洛文尼亚文）
- 盧比安納（Ljubljana）之二：建築篇 （页面存档备份，存于）
- 建築與都市(a+u) 中文版36: 約熱·普列赤涅克: 維也納、布拉格和盧布爾雅那 （页面存档备份，存于）